# Jugoslavien i olympiska sommarspelen 1972
Jugoslavien deltog med 126 deltagare vid de olympiska sommarspelen 1972 i München. Totalt vann de två guldmedaljer, en silvermedalj och två bronsmedaljer.

## Medaljer

### Guld
- Mate Parlov - Boxning, lätt tungvikt.
- Zoran Živković, Abaz Arslanagić, Miroslav Pribanić, Petar Fajfrić, Milorad Karalić, Ðorđo Lavrnić, Slobodan Mišković, Hrvoje Horvat, Branislav Pokrajac, Zdravko Miljak, Milan Lazarević, Nebojša Popović, Zdenko Zorko och Albin Vidović - Handboll.

### Silver
- Josip Čorak - Brottning, lätt tungvikt.

### Brons
- Zvonimir Vujin - Boxning, lätt weltervikt.
- Milan Nenadić - Brottning, mellanvikt.